# 凱西山脈
67°47′S 62°12′E / 67.783°S 62.200°E
凱西山脈（英語：Casey Range）是南極洲的山脈，位於麥克羅伯特森地，屬於弗拉姆山脈的一部分，處於大衛山脈以西8英里，該山脈在1929至1931年被探險隊發現。